# Ante Ćorić
Ante Ćorić (nascut el 14 d'abril de 1997) és un futbolista professional croat que juga pel Dinamo de Zagreb de la Prva HNL com a migcampista. També és internacional amb Croàcia

## Carrera de club

### Primers anys
Ćorić va néixer a Zagreb de pares croats de Bòsnia i Hercegovina, de Široki Brijeg; el seu pare, Miljenko, és entrenador a la zona de Zagreb, on Ante va començar a anar a entrenar-se des de ben petit. Ćorić va començar a jugar a futbol a 5 anys a l'Hrvatski Dragovoljac. Quan tenia 9 anys, va signar amb el planter de l'NK Zagreb. El 2009, Ćorić va entrar al planter del Red Bull Salzburg, malgrat l'interès d'altres clubs, inclòs el Bayern de Múnic, Chelsea FC, i FC Barcelona. En fitxar pel club Corić va comentar, «Vull formar part del Red Bull Salzburg perquè els meus companys aquí són millors que els jugadors de qualsevol altre equip. Entrenem millor i més que els altres. I també estic impressionat de la calorosa rebuda que m'han donat.» El 2013, després de quatre anys a Salzburg, Corić va retornar a Croàcia i va signar amb el Dinamo de Zagreb per 900.000 euros.

### Anys professionals
El 16 d'abril de 2014, Ćorić va debutar com a sènior amb l'RNK Split, quan va entrar al minut 69 en substitució d'Ivo Pinto. El 26 d'abril, fou titular per primer cop en un empat 1–1 contra el Lokomotiva Zagreb. El 10 de maig, Ćorić el seu primer gol com a professional amb el Dinamo en una derrota per 1-2 contra l'NK Istra 1961. El 18 de setembre, Ćorić va entrar com a suplent al minut 77 i va marcar el cinquè gol en el primer partit del Dinamo a l'Europa League 2014-15 contra l'Astra Giurgiu, que acabà en victòria per 5-1. Amb aquest gol, va esdevenir el jugador més jove en marcar en la història de l'Europa League, a l'edat de 17 anys i 157 dies. El 2015, el diari Večernji list va premiar Ćorić amb el premi Esperança de l'any del futbol croat com a millor jugador croat jove de l'any.

## Internacional
Ćorić ha representat Croàcia en totes les categories inferiors, i va debutar amb la selecció absoluta de Croàcia en un partit amistós que acabà en victòria per 1-0 contra Moldàvia el maig de 2016, en un partit que començà a la banqueta i en què sortí al camp a la mitja part. El 2016 entrà a la llista de 23 seleccionats per disputar l'Eurocopa 2016.

## Vida personal
El seu germà gran Josip també és futbolista.

## Palmarès

### Individual
- Esperança de l'any del futbol croat: 2015[10]